# احسان‌الله
احسان‌الله (انگلیسی: Ahsan Ullah؛ زادهٔ ۱۳ دسامبر ۱۹۹۲) بازیکن فوتبال اهل پاکستان است.
وی همچنین در تیم‌های ملی فوتبال زیر ۲۳ سال پاکستان و پاکستان بازی کرده است.